# 205-я моторизованная дивизия
205-я моторизованная дивизия — воинское соединение Вооружённых Сил СССР в Великой Отечественной войне
30 июня 1941 года дивизия была расформирована, ее части обращены на доукомплектование стрелковых дивизий.

## История формирования моторизованной дивизии
Формировалась с февраля 1941 года в Западном Особом военном округе на базе  танковой бригад.
В марте 1941 года в командование 205-й моторизованной дивизией 14-го механизированного корпуса 4-й армии Западного особого военного округа вступил Кудюров Филипп Филиппович.
В действующей армии во время ВОВ с 22 июня 1941 года по 30 июня 1941 года.

### Белостокско-Минское сражение

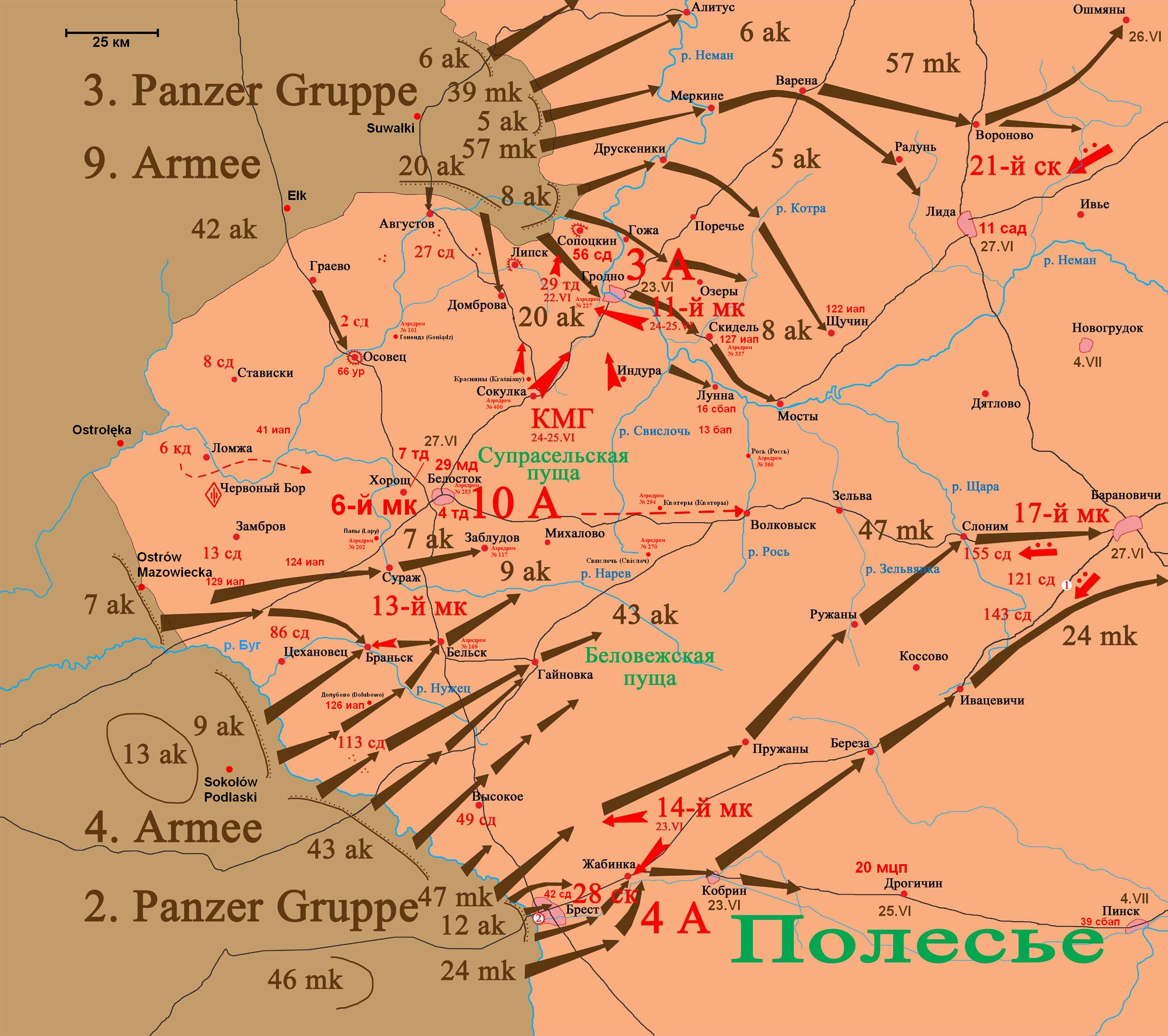
Бои на Белостокском выступе 22-25 июня 1941 года

23 июня 1941 года части 14-го механизированного корпуса и 28-го стрелкового корпуса 4-й армии контратаковали немецкие войска в районе Бреста, но были отброшены.
За два дня боев 14-й механизированный корпус лишился большей части танков и другой техники.
Для прикрытия направления на Синявку 55-я стрелковая дивизия должна была занять оборону на рубеже Стрелово, Миловиды, Кулики.
К 13 часам 24 июня 1941 года передовые отряды 55-й стрелковой дивизии достигли Миловидов, где обнаружили отходившие после неудачного контрудара подразделения 205-й моторизованной дивизии.
24 июня 1941 года в 14 часов, после авиационной и артиллерийской подготовки немецкие танковые дивизии 24-го моторизованного корпуса нанесли удар по 55-й стрелковой дивизии, которая не успела за предоставленный час полностью подойти и организовать прочную оборону на рубеже Стрелово, Миловиды, Кулики.
Не выдержав наступления превосходящих сил противника, части 55-й стрелковой дивизии начали отходить на восток.
К месту прорыва противника был направлен сводный отряд из остатков 22-й и 30-й танковых дивизий. Успешный «контрудар подвижного резерва» 25-ти танков Т-26 сводного отряда 14-го мехкорпуса на какое-то время позволил стабилизировать положение 55-й стрелковой дивизии.
26 июня 1941 года значительная часть 14-го механизированного корпуса, по-прежнему, действовала в оперативном тылу 2-й немецкой танковой группы.

Начальник особого отдела 4-й армии:
- Каковы причины сегодняшних неудач?
- Считаю, что при организации обороны сказалась нецелесообразность привлечения 205-й  моторизованной дивизии для неподготовленного контрудара! Если бы командующий армией не бросил её в бой, то дивизия сохранила бы свои силы и боевые средства. И, кроме того, находясь в пункте своей дислокации, двести пятая могла бы совместно с инженерным батальоном 14-го механизированного корпуса в течение 2-х суток создать относительно прочную оборону. Да и само контрнаступление…— Лейтенант Старновский. Гл.79. "24 июня 1941 года. Старновский, дуй в штаб!"
Полковник Кудюров 26 июля 1941 года был назначен командиром 40-й кавалерийской дивизии, которая формировалась в Северо-Кавказском ВО. 21 декабря 1941 года Кудюров погиб в Крыму.

## Подчинение
| Дата            | Фронт (округ)  | Армия     | Корпус (группа)              | Примечания |
| --------------- | -------------- | --------- | ---------------------------- | ---------- |
| 22.06.1941 года | Западный фронт | 4-я армия | 14-й механизированный корпус | -          |
| 30.06.1941 года | Западный фронт | 4-я армия | 14-й механизированный корпус | -          |

## Боевой и численный состав моторизованной дивизии
- 226-й мотострелковый полк
- 721-й мотострелковый полк

## Командиры
- Кудюров Филипп Филиппович (11.03.41 - 30.06.1941), полковник